# Államok vezetőinek listája 750-ben
Ezen az oldalon az i. sz. 750-ben fennálló államok vezetőinek névsora olvasható földrészek, majd országok szerinti bontásban.

## Európa
- Asztúriai Királyság
  - Király: I. Alfonz (739–757)

- Bizánci Birodalom
  - Császár: V. Kónsztantinosz (741–775)

- Bolgár Kánság
  - Kán: Szevar (738–753/754)

- Frank Birodalom
  - Király: III. Childeric (743–751)
  - Majordomus: Kis Pippin (741–751)
  - Bajor Hercegség
    - Herceg: III. Tassilo (748-788)

- Longobárd Királyság
  - Király: Aistulf (749–756)
  - Beneventói Hercegség
    - Herceg: II. Gisulf (742–751)

  - Friuli Hercegség
    - Herceg: Anselm (749–751)

  - Spoletói Hercegség
    - Herceg: Lupus (745–752)

- Velencei Köztársaság
  - Dózse: Teodato Ipato 742–755)

### Britannia
- Dál Riata
  - Király: Aed (739–778)

- Essexi Királyság
  - Király: Swithred (746–kb. 760)

- Gwynedd
  - Király: Rhodri Molwynog ap Idwal (720–754)

- Kelet-angliai Királyság
  - Király: Beonna, I. Æthelberht (és Hun?) (749–760)

- Kenti Királyság
  - Király: Eardwulf (748–kb. 760), II. Æthelberht (725–762) és I. Eadberht (725–748)

- Mercia
  - Király: Æthelbald (716–757)

- Northumbria
  - Király: Eadberht (737–758)

- Piktek
  -     - Király: I. Óengus (729–761)

- Strathclyde
  - Király: Teudebur (722–752)

- Wessexi Királyság
  - Király: Cuthred (740–756)

## Ázsia
- Ibériai Királyság
  - Király: III. Adarnész (748–760)

- India
  - Anuradhapura
    - Király: VI. Aggabódhi (741–781)

  - Csálukja Birodalom
    - Király: II. Kirtivarman (746–757)

  - Karkota-dinasztia
    - Király: Lalitaditja (723–760)

  - Pallava
    - Király: II. Nandivarman (710–775)

  - Pándja-dinasztia
    - Király: I. Maravarman Radzsaszimha (735–765)

- Japán
  - Császárnő: Kōken (749–758)

- Kína (Tang-dinasztia)
  - Császár: Tang Hszüan-cung (712–756)

- Korea
  - Silla
    - Király: Kjongdok (742–765)

  - Palhe
    - Király: Mun (738–794)

- Omajjád Kalifátus
  - Kalifa: II. Marván (745–750)

- Abbászida Kalifátus
  - Kalifa: asz-Szaffáh (749–754)

- Tibet
  - Király: Mé Akcom (704–755)

- Ujgur Kaganátus
  - Kagán: Bajancsur (747-759)

## Afrika
- Akszúmi Királyság
  - Akszúmi uralkodók listája

## Amerika
- Copán
  - Király: K'ak' Yipyaj Chan K'awiil (749–763)
- Palenque
  - Király: II. K'inich Janaab Pakal (738–751)
- Tikal
  - Király: Yik’in Chan K’awiil (734–766)

## Egyházfő
- Pápa: Zakariás (741–752)
- Konstantinápolyi pátriárka: Anasztasziosz (730–754)

## Fordítás
- Ez a szócikk részben vagy egészben  a   Liste der Staatsoberhäupter 750 című német Wikipédia-szócikk ezen változatának fordításán alapul.  Az eredeti cikk szerkesztőit annak laptörténete sorolja fel. Ez a jelzés csupán a megfogalmazás eredetét és a szerzői jogokat jelzi, nem szolgál a cikkben szereplő információk forrásmegjelöléseként.